# 송학로 (고성군)
송학로(Songhak-ro)는 경상남도 고성군 고성읍 교사교차로 에서 고성군 고성읍 송학교차로를 잇는 경상남도의 도로이다.

## 주요 경유지
경상남도
- 고성군 (고성읍)

## 노선
| 이름                   | 접속 노선                  | 소재지 | 소재지 | 비고 |
| ---------------------- | -------------------------- | ------ | ------ | ---- |
| 교사(회전) 교차로      | 송학고분로                 | 고성군 | 고성읍 |      |
| 송학광장 교차로        | 남포로                     | 고성군 | 고성읍 |      |
| 송학 교차로 (지하차도) | 국도 제14호선 (남해안대로) | 고성군 | 고성읍 |      |
| 동해로와 직결          |                            |        |        |      |

## 주요 시설및 건물
- CGV 고성 (송학로 58/서외리 77-1)
- 고성읍행정복지센터 (송학로 93/기월리 653-3)
- 농협 고성농협주유소 (송학로 110/서외리 31-3)
- CU 고성한솔점 (송학로 135/송학리 271-30)
- CU 고성송학점 (송학로 157/송학리 244-87)
- KG모빌리티 고성전시잠 (송학로 165/송학리 243-25)